# ゲオルギ・ゴグチェリーゼ
ゲオルギ・ゴグチェリーゼ（Georgi Gogshelidze、1979年11月7日 - ）は、ジョージア（グルジア）のレスリング選手。2008年北京オリンピック・2012年ロンドンオリンピックレスリングフリースタイル96kg級の銅メダリストである。シダ・カルトリ州ゴリ出身。
2008年北京オリンピックレスリングフリースタイル96kg級の準決勝で、銀メダルを獲得したカザフスタンのタイムラズ・ティギエフに敗れたものの、3位決定戦に勝利し銅メダルを獲得した。
2004年まではロシア代表として世界大会に出場していた。

## 来歴
2003年、国際レスリング連盟（FILA) は、初の試みとなる無差別試合も兼ねたヤリギン・カップを開催。96kg級で優勝。120kg級で優勝したシドニーオリンピックフリースタイル130kg級銅メダリストであるアレクシス・ロドリゲスには敗れる。
2006年、国際レスリング連盟により、フリースタイル部門のベストレスラーに選出され表彰された。

## 実績
- オリンピック
  - 2008年北京オリンピック 銅メダル
  - 2012年ロンドンオリンピック 銅メダル
- 世界選手権
  - 優勝 2001年
  - 2位 2006年
- ヨーロッパ選手権
  - 優勝 2008年
  - 2位 2001年
  - 3位 2006、2007年
- ヤリギン・カップ
  - 96kg級優勝 2003年